# Danilo Medina
Danilo Medina Sánchez (* 10. listopadu 1951) je dominikánský ekonom a politik, v letech 2012 – 2020 prezident Dominikánské republiky. V prezidentských volbách 2012 zvítězil hned v prvním kole ziskem více než 51 % hlasů. Svůj post pak v říjnu 2016 obhájil a stal se prezidentem na další 4 roky.
Medina je ze strany své matky v linii potomků jednoho ze zakladatelů Dominikánské republiky, Francisca del Rosario Sáncheze.

## Vyznamenání
- Řád znamenitosti – Jamajka, 27. listopadu 2017, udělil generální guvernér Patrick Allen[2]